# Aya Nakamura
Aya Coco Danioko (Bamako, Mali, 10 de mayo de 1995), conocida artísticamente como Aya Nakamura, es una cantante, autora y compositora franco-maliense.
Comenzó a publicar su música en línea, ganando seguidores con las canciones «Karma» y «J'ai mal». Dembo Camara, un amigo de toda la vida se convirtió en su productor y representante. Su canción «Brisé» ganó popularidad en YouTube, y un dueto con el rapero Fababy, «Love d'un voyou», le permitió entrar por primera vez en las listas de éxitos en Francia. Lanzó su álbum debut, Journal intime, en 2017, seguido en 2018 por Nakamura, que fue certificado como disco de diamante en Francia y ha vendido más de 1.2 millones de copias en todo el mundo. El álbum produjo los sencillos exitosos «Djadja» y «Copines» y lanzó la carrera internacional de la cantante. Ese mismo año, superó el récord que mantenía Édith Piaf desde 1961 como la artista francófona femenina más escuchada en los Países Bajos.
A lo largo de su carrera, Nakamura ha acumulado cinco canciones número uno y un álbum número uno en Francia. Fue galardonada con un premio Victoires de la Musique por su álbum de 2020, Aya, que fue certificado doble platino en 2023 tras vender 200 000 copias. También ganó un NRJ Music Award y recibió múltiples nominaciones para el MTV Europe Music Award a la «Mejor Artista Francesa». Dos años después de su lanzamiento, Nakamura superó mil millones de reproducciones en Spotify, convirtiéndola en la artista femenina francófona más escuchada en la plataforma.
En febrero de 2023, se convirtió en musa internacional de belleza de Lancôme.
Su nombre artístico es inspirado en el del personaje Hiro Nakamura de la serie de ficción estadounidense Héroes (2005-2010).

## Biografía

### Infancia y juventud
Aya Danioko nació en Bamako, Mali, el 10 de mayo de 1995. Proviene de una familia de griots, narradores, cantantes de alabanza y poetas de las tradiciones orales de África Occidental. Emigró a Francia con su familia cuando era niña y creció en Aulnay-sous-Bois. Solicitó la nacionalidad francesa como adulta y la obtuvo en mayo de 2021. Es la mayor de cinco hermanos.
Danioko estudió moda en La Courneuve. En una entrevista de 2017 con Le Mondé, afirmó: «Quería ser diseñadora de moda, pero eso dejó de atraerme, así que canté». Posteriormente, se lanzó a la música bajo el nombre artístico de Aya Nakamura, en honor al personaje Hiro Nakamura de la serie de ciencia ficción estadounidense Heroes.

### 2014–2017:Journal intime
En 2014, a los 19 años, Nakamura lanzó su primer sencillo, «Karma», en Facebook. Con la ayuda del productor Seysey, compuso la canción de desamor «J'ai mal», con una melodía inspirada en el zouk.
En 2016, creó la canción «Brisé» con el compositor Christopher Ghenda. La siguió con «Love d'un Voyou», junto al rapero Fababy. Actuó en el estadio Modibo-Keïta en Bamako, abriendo para la estrella estadounidense-nigeriana Davido.
En enero de 2016, firmó un contrato con Rec. 118 y Parlophone, una subsidiaria de Warner Music France. Ese mismo año, lanzó el sencillo «Super Héros», con la colaboración del rapero Gradur.
El 25 de agosto de 2017, lanzó su álbum debut, Journal intime, liderado por su primer éxito de platino, «Comportement». El disco fue certificado platino en Francia. El 23 de septiembre de 2017, participó en La Nuit du Mali en Bercy, para celebrar el Día de la Independencia de Malí. Compartió escenario con Oumou Sangaré y otros artistas malienses, como Cheick Tidiane Seck, Lassana Hawa y Mokobé.

### 2018–2020:Nakamura
El 6 de abril de 2018, Nakamura lanzó «Djadja», el primer sencillo de su segundo álbum, que se mantuvo dos semanas consecutivas en el número uno de las listas francesas y fue certificado como disco de diamante. La canción se convirtió en un éxito en Francia y a nivel internacional, siendo Nakamura la primera artista femenina francesa en alcanzar el número uno en los Países Bajos desde Édith Piaf en 1961. Además, «Djadja» fue la primera canción francófona desde 2009 en llegar a la cima de las listas holandesas. Posteriormente, conquistó las listas y radios en toda Europa.
En agosto de 2018, lanzó su siguiente sencillo, «Copines», que alcanzó el número uno en Francia en noviembre de ese año y también fue certificado como disco de diamante. El 2 de noviembre de 2018, lanzó su segundo álbum, Nakamura. En enero de 2019, ganó el European Music Moves Talent Award al «Mejor Álbum Urbano», y en febrero, fue nominada a «Canción del Año» y «Mejor Álbum Urbano» en los France Music Awards. En abril, lanzó el video de «Pookie», que fue el video musical francés más visto del año. En agosto, publicó un remix de la canción con Lil Pump.
En mayo de 2019, The New York Times la describió como «uno de los actos más importantes de Europa actualmente, tanto musical como socialmente». En junio, obtuvo su primera nominación en los BET Awards como «Mejor Artista Internacional». En octubre, «Djadja» alcanzó el estatus de platino en España y Portugal, mientras que «Pookie» fue certificado como Doble Platino en Italia. El 25 de octubre, lanzó una reedición de Nakamura con cinco nuevas canciones, incluido el sencillo «40%». En diciembre, fue nombrada la artista femenina francesa más vista en YouTube y la más reproducida en Spotify en 2019. En enero de 2020, se anunció su participación en el Festival de Coachella. Finalmente, en junio, lanzó una versión en español de «Djadja» junto a Maluma.

### 2020–2021:Aya
El 17 de julio de 2020, Nakamura lanzó el sencillo «Jolie nana», de su tercer álbum de estudio, Aya. Debutó en el número uno en las listas de sencillos de Francia y logró el estatus de Oro en dos semanas.
El 9 de octubre, lanzó el segundo sencillo del álbum, «Doudou», que alcanzó el número 6 en Francia, el top 40 en Bélgica y el número 16 en la lista de Afrobeats del Reino Unido.
Aya salió el 13 de noviembre e incluyó colaboraciones con Stormzy, Ms Banks y Oboy.
El 26 de marzo de 2021, Major Lazer lanzó una edición deluxe de su álbum Music Is the Weapon, que incluía la canción «C'est cuit», con Nakamura y Swae Lee. Posteriormente, el 27 de mayo, lanzó el sencillo «Bobo», que alcanzó el número tres en las listas de sencillos de Francia. Nakamura también colaboró en la canción «Sans moi» del rapero francés Franglish, que se incluyó en su álbum Vibe. Lanzado como sencillo en agosto, el video musical alcanzó un millón de visitas en 24 horas. La imagen de Nakamura en la portada de Vogue France fue elegida como la portada de revista favorita de 2021.

### 2022–presente:DNK
A lo largo de 2022, Nakamura lanzó tres sencillos no incluidos en ningún álbum: «Dégaine» con la colaboración de Damso, «Méchante» y «VIP». «Dégaine» debutó en la cima de las listas de sencillos en Francia, mientras que los otros dos llegaron al top 40. En octubre, Nakamura realizó un concierto virtual en el videojuego Fortnite, convirtiéndose en la primera artista francesa en hacerlo. Esto fue seguido por el lanzamiento de «SMS» en diciembre, como el sencillo principal de su cuarto álbum de estudio, DNK. El álbum se lanzó el 27 de enero de 2023 y alcanzó la cima de la lista de álbumes en Francia durante dos semanas consecutivas. Fue promovido además con otros dos sencillos, «Baby» y «Daddy», con la colaboración de SDM. El 17 de agosto, Nakamura lanzó por sorpresa una versión deluxe de DNK, que incluye tres canciones adicionales.
El 25 de enero de 2024, lanzó el sencillo «Hypé», seguido el 7 de marzo por un remix en colaboración con Ayra Starr. En la segunda edición de los Flammes Awards en abril de 2024, ganó tres premios, siendo la artista más galardonada de ese año.

## Imagen pública
Le Figaro ha descrito a Nakamura como una figura polarizadora en Francia. Sus letras, en particular, han sido objeto de mucho debate en el país. Sus detractores consideran que su uso del argot devalúa el idioma francés; algunos, como el comentarista y político de extrema derecha Éric Zemmour, han llegado a calificar sus letras como «una lengua extranjera». Por otro lado, los lingüistas tienden a defender su trabajo; lo ven como parte de la tradición más amplia de la poesía y la composición francesa, que ayuda a mantener el idioma vivo. En noviembre de 2020, el diputado Rémy Rebeyrotte, del partido centrista Renaissance, citó a Nakamura durante su defensa de una ley que prohibiría la discriminación basada en el acento en Francia, señalando que la manera en la que «reinventa» las expresiones francesas es «notable». La misma Nakamura ha expresado frustración por ser constantemente interrogada sobre el significado de sus letras y cree que esto podría estar relacionado con la misoginia, ya que «hay raperos [hombres] que inventan cosas mucho peores» en su opinión. Ella ha afirmado que «hay muchas personas que hablan como yo y jóvenes que me entienden».
Nakamura también es conocida por su personalidad «presumida» e «impenitente», la cual ha sido comparada con la de artistas como Rihanna y Cardi B. Esto le ha valido acusaciones de ser arrogante, a lo que ella responde: «Lo veo como confianza». Rokhaya Diallo escribió en The Guardian que su personalidad «puede ser la razón por la que provoca una reacción tan hostil en un país que tiende a exigir humildad y gratitud de las minorías». Por el contrario, ha sido descrita como un símbolo de empoderamiento, particularmente para las mujeres negras. La cantante maliense Oumou Sangaré ha elogiado la manera en que Nakamura «se ha hecho un nombre en un mundo dominado por hombres» y la considera una inspiración para los jóvenes, mientras que el diseñador de moda francés Simon Porte Jacquemus, quien ha trabajado con Nakamura, la ve como representante de su generación, «ya sean hombres o mujeres, negros o no». Su canción «Djadja» ha sido citada frecuentemente en manifestaciones contra la violencia sexista en Francia. Aunque ella no considera su trabajo como feminista, ha dicho que está «feliz si [sus] canciones hablan por sí mismas».

### Juegos Olímpicos de París 2024
Unos meses antes de los Juegos Olímpicos de Verano de 2024 en París, surgieron especulaciones sobre la posibilidad de que Nakamura actuara en la ceremonia de apertura. Esto provocó protestas, especialmente por parte de la extrema derecha, incluyendo una pancarta de Les Natifs (un grupo escindido de Les Identitaires) que decía: «De ninguna manera, Aya. Esto es París, no el mercado de Bamako». La política Marine Le Pen, ex presidenta del Rassemblement National, también criticó el supuesto plan, calificándolo de «provocación» y «humillación» por parte de Macron. Las críticas fueron descritas como racistas por políticos franceses, figuras públicas y medios internacionales. En respuesta, Nakamura recibió el apoyo del comité de París 2024 y de otras figuras, entre ellas la ministra de Deportes, Amélie Oudéa-Castéra, y la ministra de Cultura, Rachida Dati. Según una encuesta de Odoxa, el 63 % de los franceses desaprobaba que Nakamura actuara en los Juegos Olímpicos.
El 15 de marzo, se abrió una investigación sobre publicaciones racistas en línea dirigidas a Nakamura, tras las denuncias presentadas por la LICRA y SOS Racisme. La propia Nakamura respondió a las críticas con una publicación en redes sociales que decía: «Puedes ser racista, pero no sordo... ¡Eso es lo que te duele! Me estoy convirtiendo en un tema de debate nacional... pero ¿qué les debo realmente? Nada». Luego publicó otro mensaje agradeciendo a quienes la habían apoyado, «especialmente a mi comunidad». En abril, Macron declaró que Nakamura «representa a un buen número de nuestros conciudadanos» y que consideraba que ella estaba «absolutamente en su lugar en una ceremonia de apertura o clausura».
En la ceremonia de apertura, el 26 de julio, Nakamura interpretó un popurrí de sus canciones «Pookie» y «Djadja» junto con «For me formidable» de Charles Aznavour, de su álbum Qui? de 1963, acompañada por la Guardia Republicana Francesa.

## Vida personal
Nakamura es musulmana. Desde 2019, ha apoyado a la asociación ALIYAH, creada por los padres de una niña que padece el síndrome hemolítico-urémico.
Nakamura dio a luz a su primera hija en 2016. Ha preferido no compartir la identidad del padre. En 2019, mantuvo una breve relación con Niska, su colaborador en «Sucette». Lo acusó de violencia doméstica y expresó su arrepentimiento por no haber presentado cargos. En octubre de 2020, confirmó su relación con el productor de videos musicales Vladimir Boudnikoff, con quien ya había trabajado previamente. Su hija nació en enero de 2022. Después de un incidente en agosto del mismo año, Nakamura anunció la separación de la pareja en octubre. Tanto Nakamura como Boudnikoff fueron acusados de violencia doméstica recíproca en relación con los hechos de agosto de 2022. El 23 de febrero de 2023, un juez de Bobigny dictaminó que Nakamura debía pagar una multa de 10 000 €, mientras que Boudnikoff debía pagar 5 000 €.

## Discografía
- Journal intime (2017)
- Nakamura (2018)
- Aya (2020)
- DNK (2023)